# Maricosolfågel
Maricosolfågel (Cinnyris mariquensis) är en fågel i familjen solfåglar inom ordningen tättingar.

## Utseende och läte
Hane maricosolfågel är glänsande grön ovan med mörk buk samt rödbruna och blåaktiga band tvärs över bröstet. Honan är oansenligt tecknad, med suddiga streck över ljusgul undersida. Den liknar flera andra solfågelarter, men skiljs på något större storlek och längre näbb som är tjockare längst in. Mest distinkta lätet består av en energisk serie med "tyip".

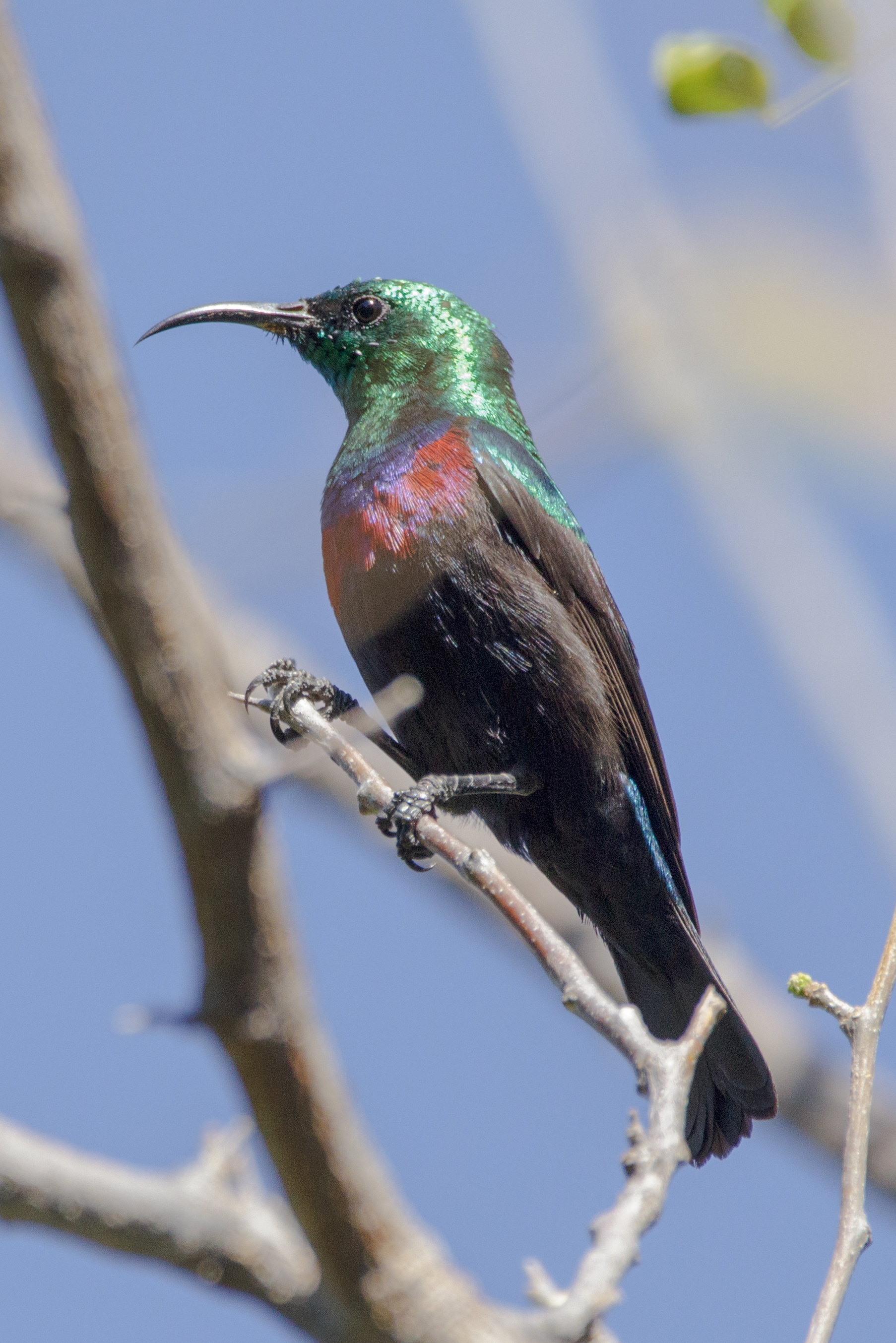

## Utbredning och systematik
Maricosolfågel delas upp i tre underarter med följande utbredning:
- Cinnyris mariquensis osiris – Eritrea, Etiopien, nordvästra Somalia, södra Sydsudan, norra Kenya och norra Uganda
- Cinnyris mariquensis suahelicus – östra Demokratiska republiken Kongo till centrala Uganda, Rwanda, Tanzania och nordöstra Zambia
- Cinnyris mariquensis mariquensis – södra Angola till norra Namibia, sydvästra Zambia, Zimbabwe och norra Sydafrika

## Levnadssätt
Maricosolfågeln hittas i skogslandskap, buskmarker och savann, även i halvökenartade törnbuskmarker.

## Status
Arten har ett stort utbredningsområde och beståndet anses stabilt. Internationella naturvårdsunionen IUCN listar den därför som livskraftig (LC).

## Namn
Fågelns svenska och vetenskapliga artnamn syftar på Mariquafloden i norra Sydafrika (=Marikwa, Marica, Malagwa, Marico).